# Impasse du Curé
Impasse du Curé är en återvändsgata i Quartier de la Goutte-d'Or i Paris artonde arrondissement. Gatans namn är av oklart ursprung. Impasse du Curé börjar vid Rue de la Chapelle 9.

## Omgivningar
- Saint-Denys de la Chapelle
- Sainte-Jeanne-d'Arc
- Jardin Nusch-Éluard

## Bilder
| - Gatuskylt. - Saint-Denys de la Chapelle. - Sainte-Jeanne-d'Arc. - Jardin Nusch-Éluard. |

## Kommunikationer
- Tunnelbana – linje  – Marx Dormoy
- Busshållplats Ordener – Marx Dormoy – Paris bussnät

### Webbkällor
- ”Impasse du Curé”. Mairie de Paris. https://web.archive.org/web/20160303195828/http://www.v2asp.paris.fr/commun/v2asp/v2/nomenclature_voies/Voieactu/2489.nom.htm. Läst 2 september 2023.
- ”Impasse du Curé (18ème arrondissement)”. Les rues de Paris. https://web.archive.org/web/20190727193750/http://www.parisrues.com/rues18/paris-18-impasse-du-cure.html. Läst 2 september 2023.